# 竹中恭子
竹中 恭子（たけなか きょうこ、1959年 - ）は、女性の日本の作家、画家。画号は武蔵野つきこ。

## 経歴
東京都生まれ、東京都出身。関東学院女子短期大学卒業、武蔵野美術短期大学卒業。
絵画作品『眠る娘』で1990年『みずゑ展』新人奨励賞、文章と絵の両方を執筆した書籍『おっぱいとだっこ』で2003年『第9回ライターズネットワーク大賞』を受賞。

## 単著
- 『まりもちゃんのアトピー日記』（情報センター出版局  1995年） ISBN 4795817626
- 『まりもちゃんのアトピーライフ』（農文協 1997年） ISBN 4540970232
- 『まりもちゃんの野菜かんたんクッキング』（農文協 1998年） ISBN 4540971670
- 『まりもちゃんのアトピーとんでけ！ガイド』（二見書房 2005年） ISBN 4576050508
- 『赤ちゃんおやつ』（PHP研究所教育出版部 2004年） ISBN 4569636098
- 『おっぱいとだっこ』（春秋社 2003年） ISBN 4393335031
- 『おっぱいとごはん』（春秋社  2006年） ISBN 4393335058
- 『家族のための＜おっぱいとだっこ＞』（春秋社 2010年） ISBN 4393335066
- 『おっぱいとだっこ』（PHP電子　2016年）
- 紙版『おっぱいとだっこ』（PHPオンデマンド　2017年）

## 共著
- 『赤ちゃん体操』藤田弘子著（PHP研究所教育出版部　2004年）　ISBN 456963608X
- 『だから、生まれてきた。』宇佐美百合子著（二見書房 2010年）　ISBN 4576052268